# Etchojoa
Etchojoa ist eine Stadt im mexikanischen Bundesstaat Sonora im Municipio Etchojoa. Sie hat 9.710 Einwohner und liegt zwischen Navojoa und Huatabampo. Etchojoa liegt am Golf von Kalifornien auf einer Höhe zwischen 0 und 50 Metern.